# Плисса (озеро, Псковская область)
Плисса или Плиссы — озеро в Плисской волости Невельского района Псковской области, к северо-западу от Невельского озера.
Площадь — 2,1 км² (212,0 га, с островами — 216 га). Максимальная глубина — 10,0 м, средняя глубина — 6,0 м. Площадь водосборного бассейна — 68,0 км².
На берегу озера расположены деревни: Плиссы, Остров, Ивлево.
Проточное. Относится к бассейну реки Еменка (притока реки Ловать).
Тип озера лещово-уклейное с судаком. Массовые виды рыб: щука, окунь, плотва, лещ, красноперка, елец, голавль, судак, язь, густера, пескарь, щиповка, верховка, уклея, линь, сом, налим, вьюн, карась.
Для озера характерны песчано-илистое дно, камни, песчано-каменистые гряды.